# Теренс Стивен Семел
Теренс Стивен Семел (рођен 24. фебруара 1943) је амерички корпоративни директор који је био председавајући у управном одбору и генерални директор корпорације Јаху од 2001. до 2007. године. Поднео је оставку на местo генералног директора, углавном због притиска акционара који су били незадовољни његовим учинком и надокнадом (2006. године је поседовао опције на акције у вредности од 70 милиона долара, док му је плата била свега 1 долар). Претходно је провео 24 године радећи у компанији Warner Bros, где је био председавајући у одбору, и један од два генерална директора.

## Биографија
Семел је рођен у Бруклину, у Њујорку. Одрастао је у јеврејској породици. Његов отац, Бен Семел, био је дизајнер женских капута, а његова мајка, Милдред (девојачко Вениг), била је руководилац једне аутобуске компаније. Одрастао је у Беј Терасу, заједници у Бејсаду, у Квинсу. Рођен је као друго дете и има две сестре. Са 23 године је дипломирао на Универзитету Long Island у Бруклину, завршивши основне студије у области рачуноводства.

## Каријера
Семел је 1965. године почео да ради као практикант у компанији Warner Bros. У периоду од 1970. до 1972. године, радио је као менаџер продаје на домаћем тржишту за продукцијску кућу Cinema Center Films, која је била у власништву корпорације CBS. Године 1972, CBS је затворио продукцијску кућу Cinema Center Films, и Семел је тада прешао y компанију Волт Дизни, где је радио као директор дистрибуције до 1975. године.
Године 1975, Семел се вратио у компанију Warner Bros, али овај пут на место председника дистрибуције, а затим је 1979. године прешао у одсек за операције у студију на место извршног потпредседника. Када је Френк Велс 1981. године објавио да се повлачи са своје позиције и преузима мање активну улогу у компанији, Семел је званично постао председник и оперативни директор компаније Warner Bros 1. јануара 1982. године.
Године 1994, Роберт А. Дејли, председавајући у управном одбору и генерални директор компаније Warner Bros, објавио је да ће Семел постати његов копредседавајући и други генерални директор. Наредне године, након отпуштања Мајкла Џ. Фукса, Дејли и Семел су постали копредседавајући и генерални директори компаније Warner Music.
Дејли и Семел су јула 1999. године поднели оставке у компанији Warner Bros.

### Надокнада за придруживање комапнији Јаху
У априлу 2001. године, додељене су му опције на акције компаније Јаху вредности од преко 110 милиона долара, као бонус јер је одлучио да се придружи овој компанији. Јуна 2006. године, Семелова годишња плата се свела на 1 долар.

### Контроверзна сарадња компаније Јаху са Кином
Као генерални директор, Семел је дао одобрење да Јаху кинеским званичницима учини доступним поверљиве информације. Овај поступак Јахуа јавност није добро прихватила, и Семел се покајао схвативши како су информације коришћене. На пример, на конференцији All Things Digital коју одржава Вол Стрит Журнал, у разговору који је касније објављиван широм света, Семела су питали да ли би Јаху својевремено сарађивао и са Нацистичком Немачком. Семел, који је пореклом Јеврејин, одговорио је: „Не знам како бих се тада осeћао“. Додао је: „Није ми пријатно због онога што се данас дешава у Кини“. Када су га 2005. године питали о овоме у току Q&A дискусије са Питером Базалгетом, у оквиру конференције The Royal Television Society Cambridge, одговорио је: „Морамо да се повинујемо законима земаља у којима послујемо“.

### Пропуштена прилика да преузме Гугл
Након што је постао члан компаније Јаху, оснивачи Џери Јанг и Давид Фило предложили су Семелу да истражи могућност куповине Гугла, чији су се оснивачи угледали на осниваче Јахуа. На вечери са Ларијем Пејџом и Сергејем Брином, Семел их је упитао колико је њихов посао заиста профитабилан ако им Јаху, као највећи власник лиценце Google Search технологије, плаћа само 7 милиона долара годишње. Након тога је понудио да купи Гугл, на шта су они одговорили да не желе да га продају и да траже милијарду долара. Семел је одговорио да ће размислити о цени, и након још једне вечере је пристао, спреман да понуди тражену цифру. Пејџ и Брин нису прихватили његову понуду, саопштивши да је нова цена три милијарде долара.

### Пропуштена прилика да преузме Фејсбук
Одбор директора Јахуа је Семелу дао пуномоћје да купи Фејсбук за највише 1,2 милијарде долара, при чему је Марк Закерберг тражио само једну милијарду. Семел је и поред тога покушао да спусти цену на само 850 милиона долара, након чега је Закерберг прекинуо преговоре.

### Оставка
У понедељак, 18. јуна 2007. године, након шестогодишњег мандата, Семел је поднео оставку на функцију генералног директора и предао је суоснивачу Џерију Јангу. Ово је био последњи покушај ове интернет-иконе да поврати поверење инвеститора. Иако је имао 64 година, остао је председавајући у одбору, али без извршне улоге. У исто време када је Јанг именован за генералног директора, Сузан Декер је постављена на место председника. Декер је од момента унапређења, којим је овлашћена за надгледање рекламних операција, сматрана за Семеловог наследника. Семел је 31. јануара 2008. године поднео оставку на место председавајућег без извршне улоге, и тиме у потпуности напустио компанију.

## Остале активности
Семел је тренутно један од копредседавајућих у управном одбору Музеја уметности у Лос Анђелесу (LACMA). Године 1995, непрофитна организација American Academy of Achivement му је доделила награду Golden Plate. Године 2005. добио је награду UCLA Medal, најпрестижнију награду Универзитета Калифорније. Исте године му је Chief Executive Leadership Institute, непрофитна организација у оквиру пословне школе Yale School of Management, доделила награду Legend in Leadership Award.

## Приватни живот
Године 1966, оженио се Марјан Соловеј, од које се касније развео 1974. године.
Године 1977, оженио се садашњом супругом Џејн Бовингдон, некадашњом асистенткињом глумице Сузан Џорџ.
Има једног сина, Ерика Скота Семела (рођен 15. марта 1969), и три ћерке, Кортни Семел (рођена 11. новембра 1979), Лили Бовингдон Семел (рођена 1985), и Кејт Бовингдон Семел (рођена у марту 1992).
UCLA Neuropsychiatric Institute је 2004. године преименован у Jane & Terry Semel Institute for Neuroscience and Human Behavior.